# Элзинга, Кеннет
Кеннет Элзинга (англ. Kenneth G. Elzinga) — американский экономист.
Бакалавр колледжа Каламазу (1963), магистр (1966) и доктор философии (1967) университета Мичиган Стейт. Преподавал в университете Мичиган стейт (1967—1974) и Вирджинском университете (с 1974). Автор ряда художественных произведений в соавторстве с У. Брейтом под коллективным псевдонимом Маршалл Джевонс.

## Основные произведения
- «Спрос на пиво» (The Demand for Beer, 1972, в соавторстве с Т. Хогарти).
- «Пивная промышленность» (The Beer Industry, 1982).
- The Antitrust Casebook: Milestones in Economic Regulation. — Chicago: Dryden Press, 1982. (в соавторства с У. Брейтом)
- «Реформа антитрестовских штрафов: экономический анализ» (Antitrust Penalty Reform: An Economic Analysis, 1986, в соавторства с У. Брейтом).